# 니시테쓰후쓰카이치역
니시테쓰후쓰카이치역(일본어: 西鉄二日市駅)은 일본 후쿠오카현 지쿠시노시에 위치한 서일본 철도의 역이다. 역 번호는 T13이다.
규슈 여객철도(JR 규슈) 가고시마 본선 후쓰카이치역과 도보 12분 정도의 거리에 있다. 역 북측 구내에 시 경계가 있고, 일부는 다자이후시에 속한다(승강장 부분은 모두 지쿠시노 시).

## 이용 가능 철도 노선
- 서일본 철도
  - 덴진오무타 선
  - 다자이후 선

## 역사
- 1924년 4월 12일: 규슈 철도(니시테쓰 덴진오무타 선의 전신) 후쓰카이치역 개업.
- 1942년 9월 22일: 서일본 철도 출범으로 인한 니시테쓰후쓰카이치역으로 역명 변경.
- 1969년: 현재의 서쪽 출입구 역사가 개축 낙성.
- 2003년 3월 31일: 역 동쪽의 주민의 요망에 따라, 동쪽 출입구 설치와 함께 배리어 프리화.
- 2006년 10월 31일: 히가시구치 역 계획 도로(지방 도로 581호)가 에노키샤(다자이후시)까지 개통, 이로써 기존 건널목이 보행자 전용으로 니시테쓰 다자이후 선의 건널목 1곳이 철거됨.
- 2008년: IC카드 nimoca 사용 개시.
- 2013년 2월: 액정식 열차 안내 장치 사용 개시 및 안내 방송 시스템 갱신.
- 2017년 2월 1일: 역 번호 도입.

## 역 구조
섬식 승강장 4면 5선 구조의 지상역이다. 덴진오무타 선이 2면 4선을 사용하고 그 동쪽에 2면 3선의 다자이후 선용 승강장이 배치되어 있다. 다자이후 선용 1번과 2번, 3번과 4번의 2개 플랫폼은 각각 1개의 선로를 끼고 있으며 보통은 2번 외의 승강장을 사용한다.
다자이후 선은 후쿠오카(덴진) 방면이 아닌 오무타 방면으로 직진했던 선형이 되는 관계로 덴진 ⇔ 다자이후 직통 열차에 대해서는 본 역에서 스위치백을 한다. 이 때문에, 다자이후에서 후쿠오카(덴진) 방면으로 향하던 열차는 본 역 출발 이후에 덴진오무타 선의 상행 본선을 횡단하는 형태이다. 배선의 사정 상으로, 다자이후 선에 직통하는 열차는 5 ~ 7번 선으로 진입하지 않는다. 또한, 1,2번 선은 오무타 방향에 차막이가 설치되어 있다.
과선교는 후쿠오카 방향의 엘리베이터와 에스컬레이터가 병설된 새 과선교로 오무타 방향의 종래부터 있는 계단에만 과선교가 2곳이 있고, 전 열차가 정차한다. 일부 급행은 본 역에서 각 역에 정차한다. 덴진오무타 선의 본선은 5,6번 선이 되지만 하행 특급과 급행의 일부는 부본선인 4번 선에 정차한다.
출입구는 서,동쪽 출입구 2가지가 있다. 니시구치는 교상 역사에서, 에스컬레이터나 엘리베이터가 없다. 후에 만들어진 동쪽 출입구는 지상 역사에서 1번 승강장과 직결된다.

### 승강장
| 1    | ■ 다자이후 선   | 하행 | 다자이후 방면                 | 주로 당역 시발 열차                                         |
| 2    | ■ 다자이후 선   | 하행 | 다자이후 방면                 | 임시 승강장 (정월 수송 등 다객기에 하차용으로서 사용)       |
| 3    | ■ 덴진오무타 선 | 상행 | 후쿠오카(덴진) 방면           | 다자이후 선으로부터의 직통                                  |
| 4    | ■ 다자이후 선   | 하행 | 다자이후 방면                 | 주로 당 역 시발 열차・(일부 후쿠오카 (덴진)으로부터의 직통) |
| 4    | ■ 덴진오무타 선 | 하행 | 구루메・야나가와・오무타 방면 | (일부 다자이후 선으로부터의 직통)                           |
| 5    | ■ 덴진오무타 선 | 하행 | 구루메・야나가와・오무타 방면 |                                                             |
| 6・7 | ■ 덴진오무타 선 | 상행 | 후쿠오카(덴진) 방면           |                                                             |

## 이용 현황
| 연도 | 1일 평균 승차 인원 | 1일 평균 승하차 인원 |
| ---- | ------------------ | -------------------- |
| 2000 | 13,603             | 27,690               |
| 2001 | 13,408             | 6,633                |
| 2002 | 12,997             | 26,553               |
| 2003 | 13,445             | 27,284               |
| 2004 | 13,058             | 26,507               |
| 2005 | 13,088             | 26,362               |
| 2006 | 13,063             | 26,208               |
| 2007 | 13,077             | 26,190               |
| 2008 | 13,241             | 26,613               |
| 2009 | 12,647             | 25,453               |
| 2010 | 11,468             | 23,182               |
| 2011 | 11,033             | 22,320               |
| 2012 |                    | 22,166               |
| 2013 |                    | 22,368               |
| 2014 |                    | 21,210               |
| 2015 |                    | 21,740               |
| 2016 |                    | 21,562               |

## 역 주변
- 니혼게이자이 대학
- 일본 경제대학
- 후쿠오카 의료 복지 대학
- 후쿠오카 어린이 단기 대학
- 후쓰카이치 온천
- 니시테쓰도리 상점가

## 사진

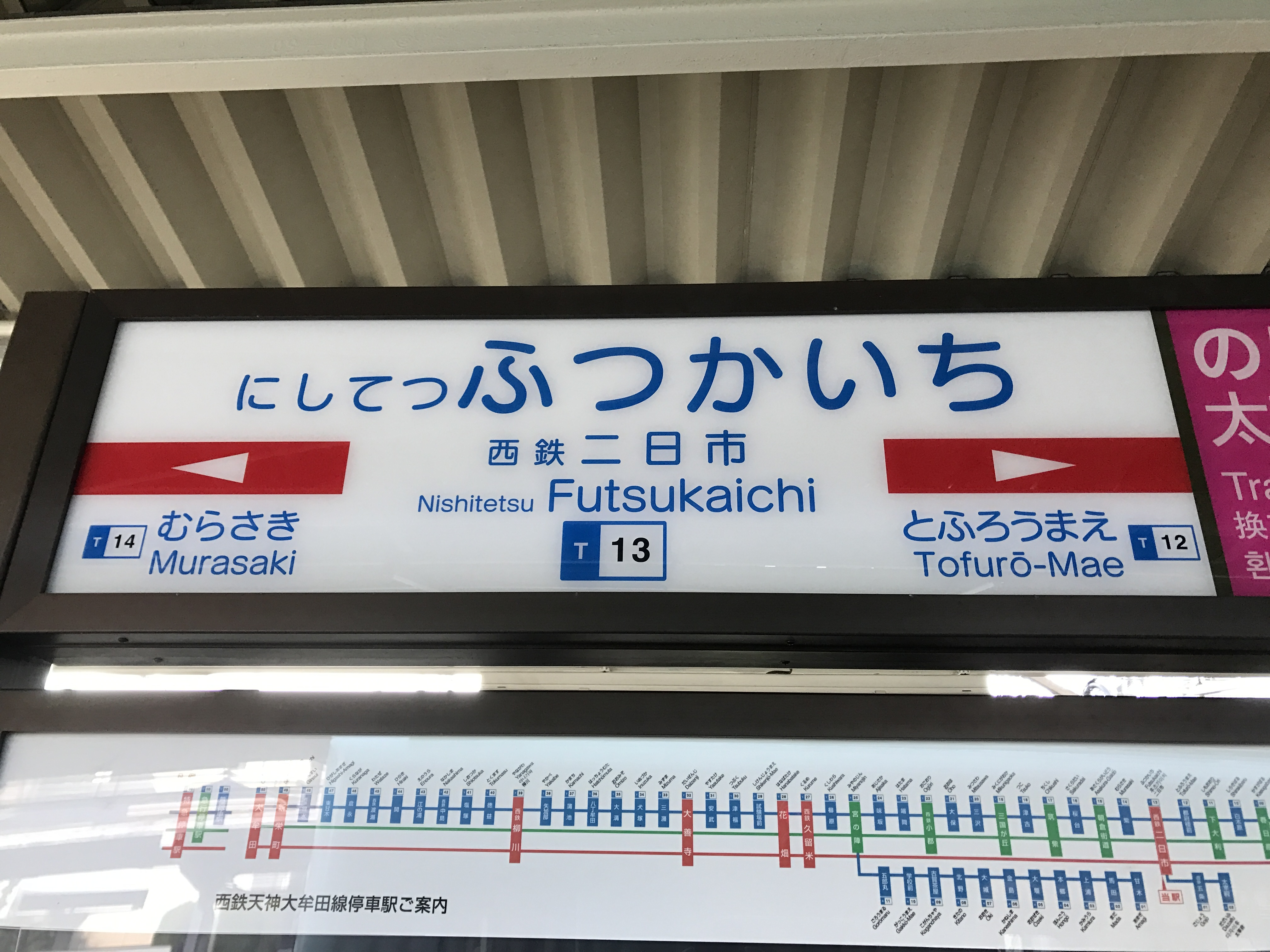
역명판

## 인접역
| 서일본 철도 ■ 덴진오무타 선                 | 서일본 철도 ■ 덴진오무타 선 | 서일본 철도 ■ 덴진오무타 선    |
| ------------------------------------------- | --------------------------- | ------------------------------ |
| T05 오하시 니시테쓰 후쿠오카(덴진) 방면     | ■ 특급                      | 니시테쓰쿠루메 T27 오무타 방면 |
| T11 시모오리 니시테쓰 후쿠오카(덴진) 방면   | ■ 급행                      | 아사쿠라가이도 T15 오무타 방면 |
| T12 도후로마에 니시테쓰 후쿠오카(덴진) 방면 | ■ 보통                      | 무라사키 T14 오무타 방면       |
| 서일본 철도 ■ 다자이후 선                   |                             |                                |
| 시·종착역                                   |                             | 니시테쓰고조 D01 다자이후 방면 |